# Geraldo Alckmin

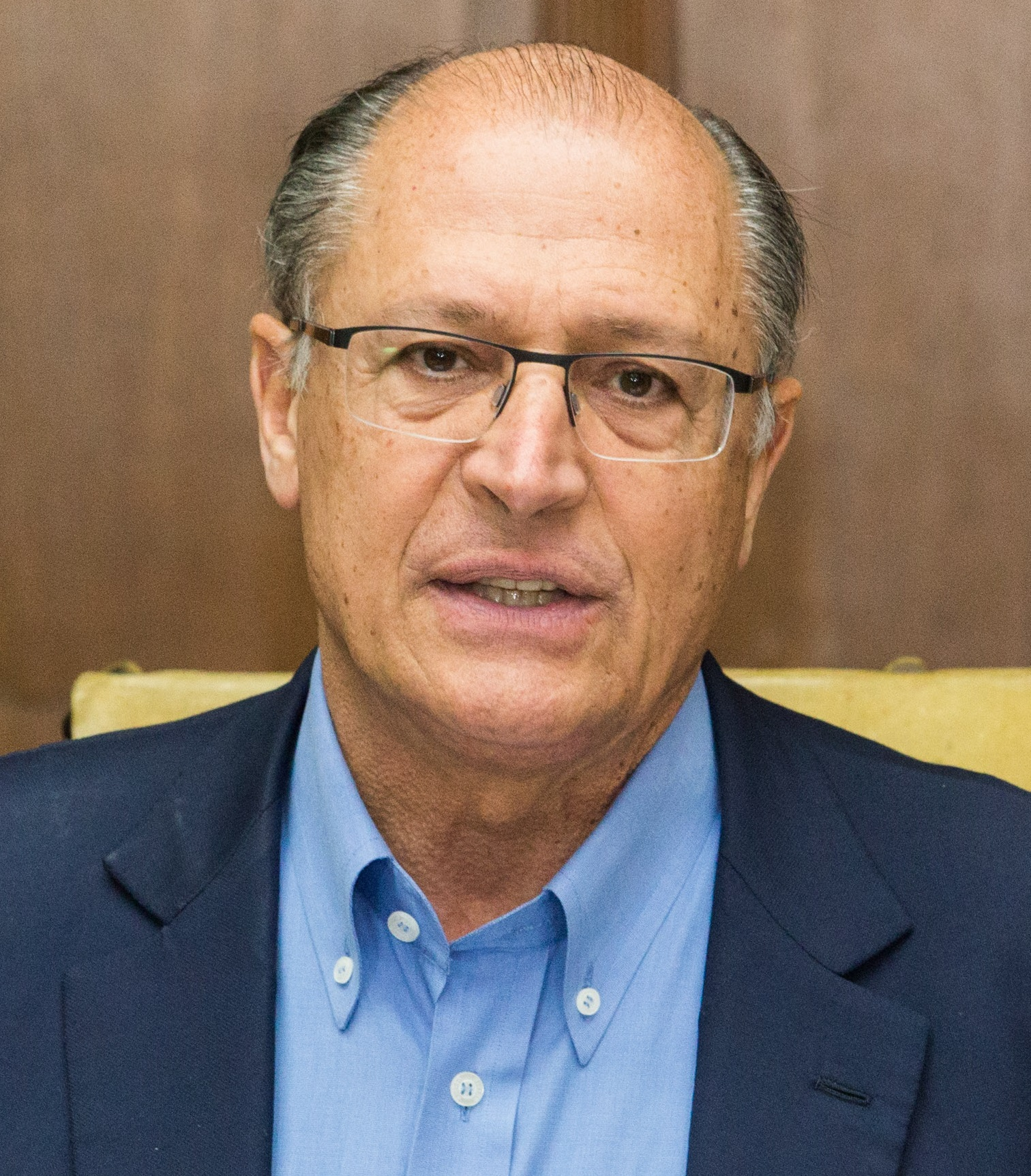
Geraldo Alckmin (2017)

Geraldo José Rodrigues Alckmin Filho, bekannt als Geraldo Alckmin, Aussprache [ʒeˈɾawdu ˈaɫkmĩ], (* 7. November 1952 in Pindamonhangaba, São Paulo) ist ein brasilianischer Politiker und Mitgründer der wirtschaftsliberalen sozialdemokratischen Partei Partido da Social Democracia Brasileira (PSDB). Sein Spitzname, den ihm der Kolumnist José Simão der Zeitung Folha de São Paulo 2002 im Zuge der Gouverneurswahlen gab, lautet „Picolé de Chuchu“ und verweist damit auf sein angeblich fehlendes Charisma.
Bei der Präsidentschaftswahl in Brasilien 2022 wurde er zum 26. Vizepräsidenten von Brasilien gewählt.

## Leben
Geraldo Alckmin ist der Sohn von Geraldo José Rodrigues Alckmin und Miriam Penteado Rodrigues Alckmin. Sein Onkel ist der Richter José Geraldo Rodrigues Alckmin (1915–1978).
Geraldo Alckmin studierte Medizin hat an der Universidade de Taubaté, spezialisierte sich auf Anästhesiologie arbeitete und an einem Krankenhaus. Er ist verheiratet und hat drei Kinder.
1977 wurde er mit 25 Jahren in der Stadt Pindamonhangaba der jüngste Bürgermeister Brasiliens. Alckmin wurde zweimal, 1994 und 1998, zum stellvertretenden Gouverneur des Bundesstaates São Paulo gewählt. In dieser Funktion rückte er am 7. März 2001 für den verstorbenen Gouverneur Mario Covas nach. Am 27. Oktober 2002 wurde Alckmin durch Wahlen als Gouverneur bestätigt. Dieses Amt hatte er bis zum 31. März 2006 inne. 
Im Juni 2006 wurde Alckmin von der PSDB zum Kandidaten für die Präsidentschaftswahl 2006 gekürt, in der er der einzige aussichtsreiche Bewerber neben Amtsinhaber Luiz Inácio Lula da Silva war. Nachdem keiner der Kandidaten im 1. Wahlgang am 1. Oktober die absolute Mehrheit erhielt, verlor er am 29. Oktober die Stichwahl gegen Lula.
2010 kandidierte Alckmin erneut für das Amt des Gouverneurs von São Paulo und war bereits im ersten Wahlgang erfolgreich. Er trat dieses Amt am 1. Januar 2011 an und hatte es bis 6. April 2018 inne. An diesem Tag übernahm Márcio Luiz França Gomes von der Partido Socialista Brasileiro (PSB) den Posten von Alckmin. Dies war Voraussetzung dafür, dass letzterer für die Präsidentschaftswahl 2018 kandidieren konnte.
Am 19. Juli 2018 wurde er von den Zentrumsparteien zu deren Kandidaten für die Präsidentschaftswahl 2018 gekürt. Folgende Parteien unterstützen seine Kandidatur: Democratas (DEM), Partido Progressista (PP), Partido da República (PR), Partido Republicano Brasileiro (PRB) und die Partido da Social Democracia Brasileira (PSDB). Nähere Informationen zur Ausrichtung dieser Parteien bietet die Liste der politischen Parteien in Brasilien. Trotz dieser beträchtlichen Unterstützung wurde Alckmin mit lediglich 4,76 Prozent Stimmenanteil im ersten Wahlgang nur Vierter.
Für die Wahlen in Brasilien 2022 wurde er am 29. Juli 2022 neben dem Präsidentschaftskandidaten Lula da Silva als Vizepräsidentschaftskandidat aufgestellt. Nachdem in der Stichwahl vom 30. Oktober 2022 Lula da Silva zum Präsidenten gewählt wurde, ist Alckmin ab 1. Januar 2023 Vizepräsident.